# Bad, Bad Leroy Brown
Bad, Bad Leroy Brown ist ein Lied von Jim Croce, das ihn 1973 bekannt machte, zwei Monate vor seinem Unfalltod bei einem Flugzeugabsturz.  

## Hintergrund
Im Lied wird humorvoll vom „bösen, bösen Leroy Brown“ erzählt, einem Mann aus Chicago, dessen Größe, Haltung und Neigung zu Waffen ihm zum Ruf verhalfen, von Frauen verehrt und von Männern gefürchtet zu werden. Eines Tages macht er in einer Bar einer verheirateten Frau Avancen, deren eifersüchtiger Ehemann Brown in eine Schlägerei verwickelt; Leroy verliert deutlich und wird als „wie ein Puzzle, bei dem ein paar Teile fehlen“ beschrieben.
Croces Inspiration für das Lied war ein Freund, den er während seiner kurzen Zeit in der US-Armee kennenlernte: „Er blieb etwa eine Woche dort und eines Abends sagte er, er hätte die Nase voll und sei müde. Er war unerlaubt von der Truppe verschwunden und kam am Ende des Monats zurück, um seinen Gehaltsscheck abzuholen. Sie legten ihm Handschellen an und nahmen ihn mit. Als ich ihm zuhörte und sah, wie schlecht er war, wusste ich, dass ich eines Tages ein Lied über ihn schreiben würde“.

## Erfolg
Als Teil seines Albums Life and Times veröffentlicht, wurde der Song zum Pop-Hit und war ab dem 21. Juli 1973 zwei Wochen an der Spitze der Billboard Hot 100.
Croce wurde mit Bad, Bad Leroy Brown Ende 1973 für zwei Grammy-Preise in den Kategorien „Pop Male Vocalist“ und „Record of the Year“ nominiert. Es war seine letzte Hitsingle vor seinem Unfalltod mit 30 Jahren im September 1973.

## Frank Sinatra-Version
1974 wurde das Lied von Frank Sinatra auf seinem Studioalbum Some Nice Things I’ve Missed gecovert, das größtenteils aus Coverversionen damals populärer Lieder besteht, sein erstes Album seit seinem kurzen Rückzug Anfang der 1970er Jahre. Sinatras Version wurde im März 1974 als Single bei Reprise Records veröffentlicht und war ein kleiner Hit in den USA. Sie erreichte im Juni dieses Jahres Platz 83 der Hot 100.  